# غدار كبك (دوراهان)
غدار كبك (بالفارسية: گدارکبک) هي قرية تقع في إيران في قسم درواهان الريفي. يقدر عدد سكانها بـ 112 نسمة بحسب إحصاء 2016.